# Musée des Alpilles
Le musée des Alpilles est un musée français situé à Saint-Rémy-de-Provence (Bouches-du-Rhône). Créé en 1919, il est installé dans l'hôtel Mistral de Mondragon (ou maison du Planet), un ancien hôtel particulier d'époque Renaissance, classé au titre des monuments historiques en 1862.

## Collections
Ses collections sont réparties en quatre sections : archéologie, sciences naturelles, ethnologie, arts graphiques et photographiques.

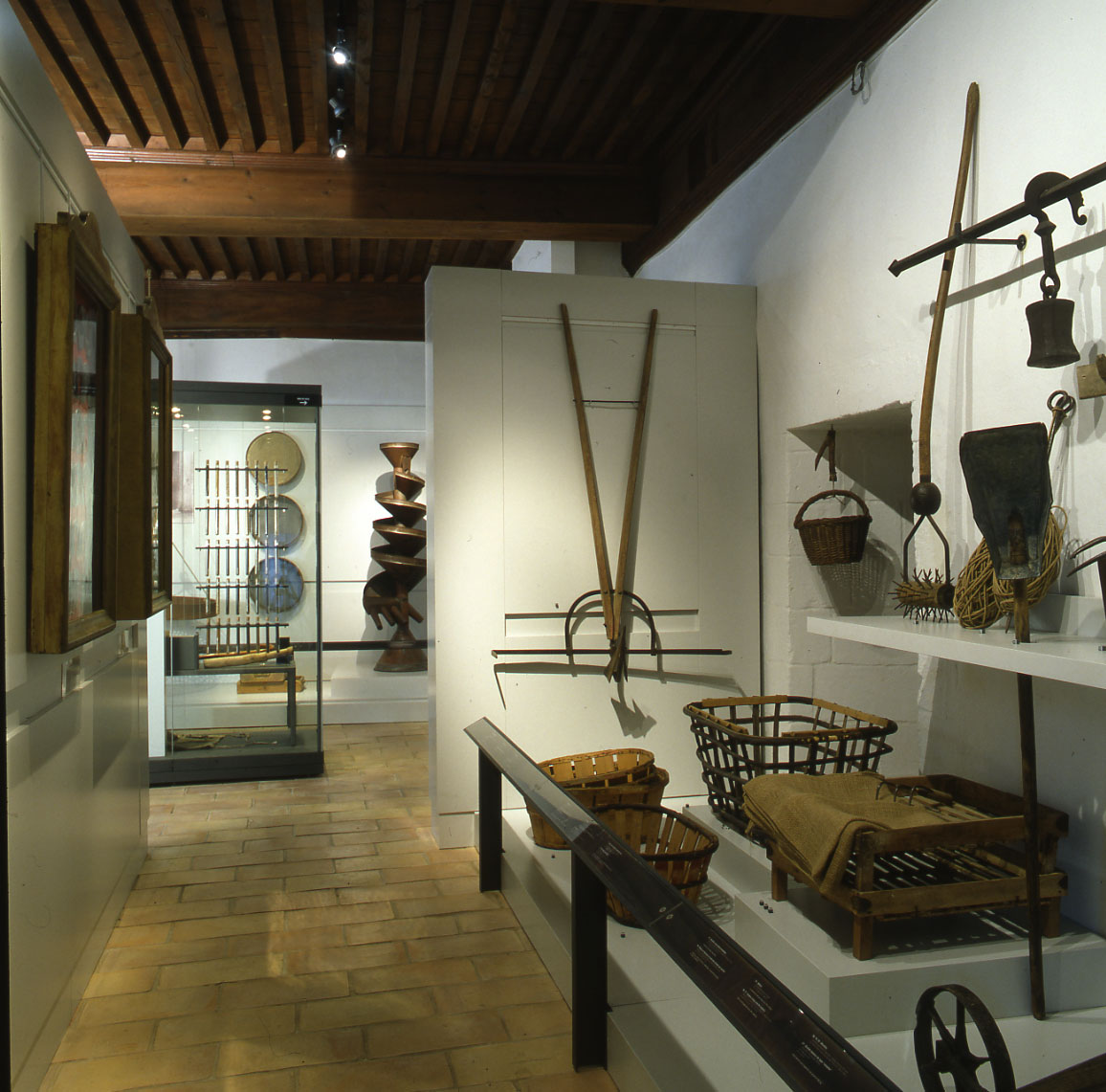
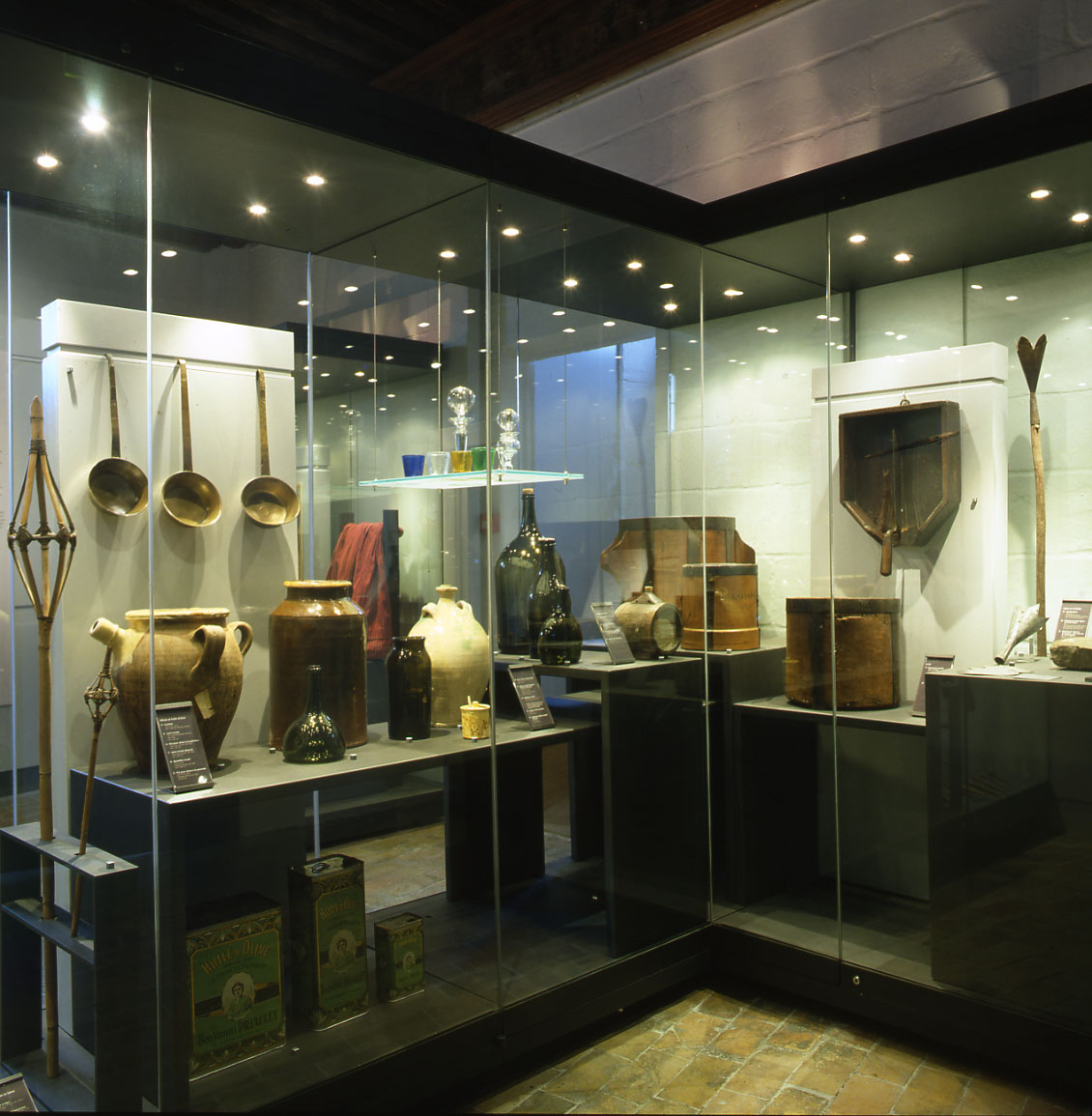
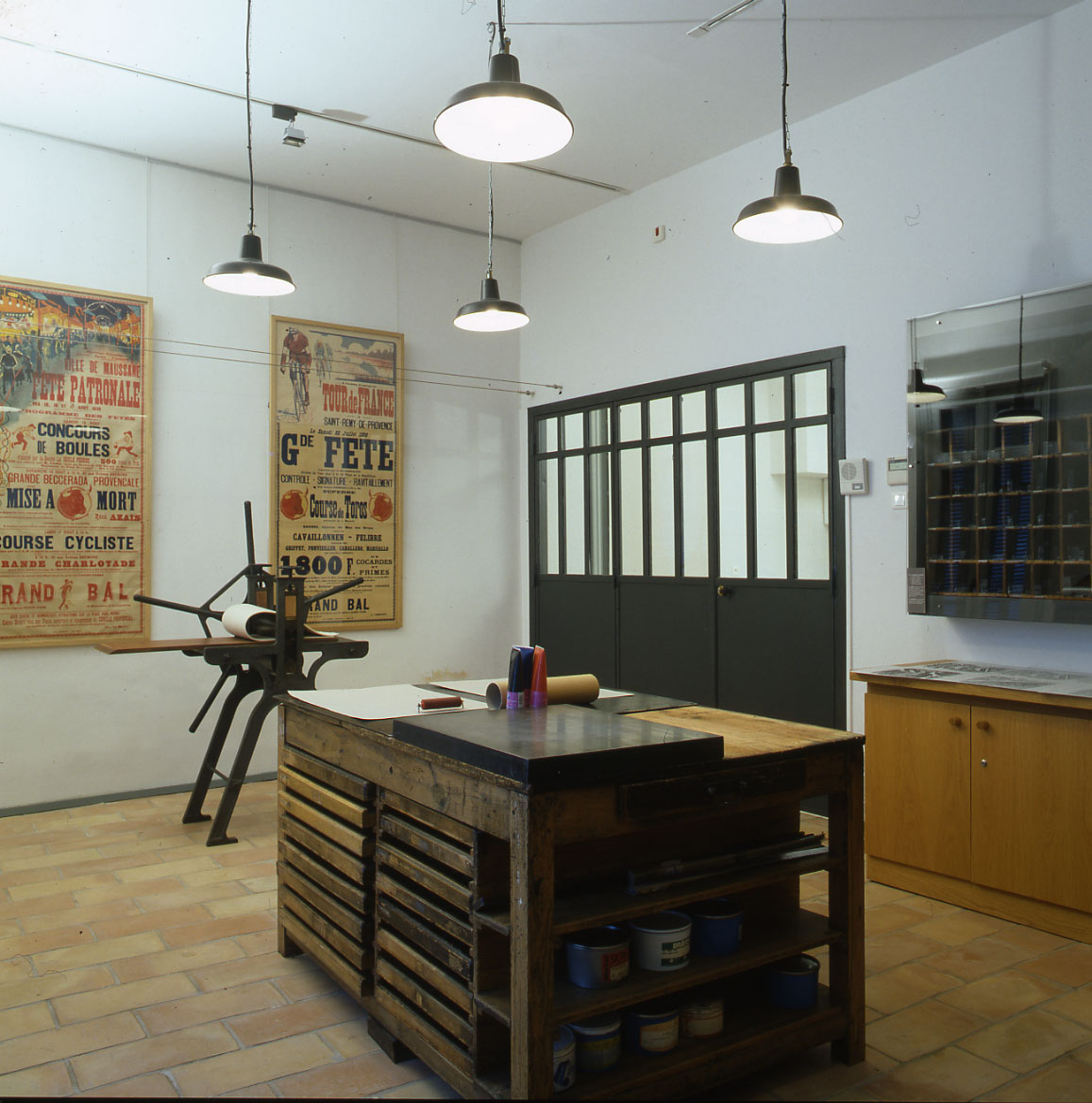

## Expositions temporaires
- Mario Prassinos, estampes, juin-septembre 2016.